# Mesosa basinodosa
Mesosa basinodosa là một loài bọ cánh cứng trong họ Cerambycidae.